# Izabela Ewa Nielsen
Izabela Ewa Nielsen er forsker og professor i planlægning og schedulering ved Institut for Materialer og Produktion ved Aalborg Universitet. Her er hun en del af Operations Research-gruppen. I sin forskning beskæftiger hun sig hovedsageligt med optimering og schedulering af autonome systemer.  

## Uddannelse
Izabela Ewa Nielsen modtog sin kandidatgrad i ingeniørvidenskab fra Faculty of Management and Production Engineering ved Opole University of Technology i 2001. 
I perioden 2003-2005 var hun ph.d.-studerende ved Warsaw Univeristy of Technology, Faculty of Production Engineering, hvorfra hun i 2005 modtog sin ph.d. med hædersbevisning inden for anvendelsen af Constraint Logic Programming Teknikker i produktionsflow planlægning. Hendes forskning blev yderligere hædret af det Polske Forskningsministerium, som i 2006 tildelte hende en forskningspris.

## Karriere
Izabela Ewa Nielsen var i perioden 2002-2007 ansat som forskningsassistent ved Opole University of Technology i Polen, Faculty of Management and Production Engineering. I 2007 startede hun som postdoc ved Aalborg Universitet, hvor hun i 2016 blev ansat som professor.
Izabela Ewa Nielsens forskningsfelt er optimeringsproblemer inden for planlægning og schedulering af autonome systemer. Hun har igennem sin forskning fokuseret på automatiserede produktionssystemer, transport og produktionssystemer  og udviklingen af planlægnings- og styringssystemer for AGV’er, mobilrobotter og UAV’er.  Arbejdet har fokuseret på metodeudvikling, tests og typisk også demonstrationsimplementeringer i virkelige miljøer og i virksomheder inden for produktion eller forsvarsindustrien. Forskningen har ofte haft fokus på enten anvendelsen af meta-heuristikker, heuristikker, constraint programming teknikker eller udviklingen af nye heuristikker eller meta-heuristikker.
Izabela Ewa Nielsen har siden 2016 været medlem af ATV (Akademiet For De Tekniske Videnskaber), og siden 2018 medlem af IFIP WG5.7 Advances in Production Management Systems.